# Котарани
Котарани су насељено мјесто у општини Двор, у Банији, Сисачко-мославачка жупанија, Република Хрватска.

## Историја
Котарани су се од распада Југославије до августа 1995. године налазили у Републици Српској Крајини.

## Становништво
На попису становништва 2011. године, Котарани су имали 3 становника.
| Националност       | 1991. | 1981. | 1971. | 1961. |
| Срби               | 205   | 297   | 445   | 605   |
| Југословени        |       |       |       |       |
| остали и непознато | 4     | 12    |       |       |
| Укупно             | 209   | 309   | 445   | 605   |

| Демографија | Демографија | Демографија |
| Година      | Становника  | Становника  |
| ----------- | ----------- | ----------- |
| 1961.       | 605         |             |
| 1971.       | 445         |             |
| 1981.       | 309         |             |
| 1991.       | 209         |             |
| 2001.       | 9           |             |
| 2011.       |             | 3           |

## Попис 1991.
На попису становништва 1991. године, насељено место Котарани је имало 209 становника, следећег националног састава:
| Попис 1991.‍ | Попис 1991.‍ | Попис 1991.‍ | Попис 1991.‍ | Попис 1991.‍ |
| ----------- | ----------- | ----------- | ----------- | ----------- |
|             |             |             |             |             |
| Срби        | Срби        |             | 205         | 98,08%      |
| непознато   | непознато   |             | 4           | 1,91%       |
| укупно: 209 |             |             |             |             |